# Carl Rammelsberg
Carl (Friedrich August) Rammelsberg (né le 1er avril 1813 à Berlin et mort le 28 décembre 1899 à Groß-Lichterfelde) est un chimiste prussien.

## Biographie
Il se consacre d'abord à la pharmacie, étudiant les sciences naturelles de 1833 à 1837, à savoir la chimie et la minéralogie à l'Université Frédéric-Guillaume de Berlin. Après avoir obtenu son doctorat, il s'habilite à Berlin en 1840. En 1846, il reçoit un poste de professeur à l'université. En 1850, il devient professeur de chimie et de minéralogie à l'Institut royal des métiers en tant que successeur d'Adolf Baeyer et donna également des conférences à l'École des mines de Berlin.
En 1874, il reçoit le deuxième poste de professeur titulaire (chimie inorganique) à l'Université Frédéric-Guillaume et planifie en 1881-1882 le nouveau bâtiment du 2e institut chimique de la Bunsenstrasse.  Jusqu'en 1891, il en est le directeur. Son successeur est Hans Heinrich Landolt.
En 1855, il devient membre de l'Académie prussienne des sciences de Berlin et en 1859 membre correspondant de l'Académie bavaroise des sciences . En 1862, il est élu à la Léopoldine, en 1870 à l'Académie des sciences de Göttingen, en 1872 à l'Académie américaine des arts et des sciences et en 1893 à l'Académie nationale des sciences.
En 1867, il est l'un des membres fondateurs de la Société allemande de chimie (de) à Berlin et est élu à son conseil d'administration en 1870, 1872 et 1874.
Rammelsberg est marié depuis 1859 à Mathilde Ehrenberg, fille du zoologiste Christian Gottfried Ehrenberg.

## Travail
Rammelsberg est considéré comme une autorité dans le domaine de la chimie minéralogique et se distingue également dans le domaine de l'analyse. Il analyse plusieurs minéraux pour la première fois, dont l'augite, la franklinite et la téphroïte.  Pour d'autres comme la magnésioferrite et la tachyhydrite (de), il est considéré comme le premier à les décrire.
Sa vaste collection minéralogique est transférée à l'Université Frédéric-Guillaume de Berlin en 1879 . En 2009, de nombreuses collections, y compris les minéraux, sont transférées au nouveau Musée d'histoire naturelle de Berlin.

## Travaux
- Handwörterbuch des chemischen Teils der Mineralogie (Berl. 1841, 5 Supplemente 1843–53), welches später als "Handbuch der Mineralchemie" (Leipz. 1860, 2. Aufl., das. 1875, Ergänzungsheft 1886) erschien
- Lehrbuch der Stöchiometrie und der allgemeinen theoretischen Chemie (Berl. 1842)
- Lehrbuch der chemischen Metallurgie (das. 1850, 2. Aufl., das. 1865)
- Lehrbuch der Krystallkunde oder Anfangsgründe der Krystallographie, Krystallophysik und Krystallochemie. Ein Leitfaden beim Studium der Chemie und Mineralogie (das. 1852)
- Handbuch der kristallographischen Chemie (das. 1855)
- Handbuch der kristallographisch-physikalischen Chemie (Leipz. 1881–82, 2 Bde.)
- Grundriß der Chemie (5. Aufl., Berl. 1881)
- Anfangsgründe der quantitativen mineralogischen und metallurgisch-analytischen Chemie (das. 1845)
- Leitfaden für die qualitative (7. Aufl., das. 1885) und die quantitative chemische Analyse (4. Aufl., das. 1886)
- Elemente der Kristallographie (das. 1883)
- Chemische Abhandlungen 1838-1888 (das. 1888) u. a. Vgl. "Karl Friedrich R.", Festschrift (Berl. 1887).

### Contributions auxAnnalen der Physik
- Ueber das Verhalten des Cyans zum Kadmium und über mehre Doppelcyanüre im Allgemeinen; von C.Rammelsberg
- XII. Mineralogisch-chemische Notizen über Stilpnomelan, schwefelsaure Thonerde, und schwefelsaures Eisenoxyd; von C. Rammelsberg
- Ueber die Substanzen, welche mit den Namen Haarsalz und Federalaun bezeichnet wurden; von C. Rammelsberg
- Ueber die chemische Zusammensetzung des Datoliths und des Botryoliths; von C. Rammelsberg
- Ueber eine neuebasisch schwefelsaure Thonerde; von C. Rammelsberg
- Ueber die Verbindungen des Jodzinks mit alkalischen Jodüren; von C. Rammelsberg
- Ueber die Zusammensetzung des Berthierits von Bräunsdorf bei Freiberg; von C. Rammelsberg
- Ueber die einfachen und doppelten Cyanmetalle; von C. Rammelsberg
- Ueber den Boulangerit; von C. Rammelsberg
- Ueber den Chabasit und Gmelinit; von C. Rammelsberg
- Ueber die Zusammensetzung der Afterkrystalle des Augits; von C. Rammelsberg
- Ueber die chemische Zusammensetzung des Boracits, so wie diejenige der Verbindungen der Borsäure mit der Talkerde überhaupt; von C. Rammelsberg

## Honneurs
Le minéral rammelsbergite porte son nom.